# Boris Kazinik
Boris Kazinik violinist, producent född i Vitryssland. Boris började spela violin vid 4 års ålder. Sitt första konsertframträdande gjorde han när han var 6 år. Vid 11 års ålder spelade han bl. a. en konsert för Vitryska Tonsättarnas Riksförbund och deltog i olika kammarkonsertserier i f. d. Sovjetunionen. År 1991 kom Boris till Sverige och har sedan dess haft en omfattande konsertverksamhet i Sverige, Norge, Polen, Tyskland, Nederländerna, Irland, Frankrike, Israel, Italien med flera.
I Sverige har Boris studerat vid Malmö Musikhögskola för Alexander Fischer och vid Kungliga Musikhögskolan för Semmy Stahlhammer.